# Zetaquira (kommun)
Zetaquira är en kommun i Colombia.   Den ligger i departementet Boyacá, i den centrala delen av landet, 120 km nordost om huvudstaden Bogotá. Antalet invånare är 5 171. Arean är 262 kvadratkilometer.
Terrängen i Zetaquira är huvudsakligen bergig, men åt sydost är den kuperad.